# Teresa Vergalli
Teresa Vergalli   (Bibbiano, 11 d'octubre de 1927 - 16 de maig de 2025) va ser una partisana, mestra i política italiana. Coneguda amb el sobrenom d'Annuska, durant la Segona Guerra Mundial, va actuar com a missatgera partisana a la Val d'Enza (Emilia Romagna), entre les províncies de Reggio Emilia i Parma.

## Biografia
Nascuda en el si d'una família camperola de Bibbiano, a la Val d'Enza, quan tenia cinc anys, el 1933, va presenciar l'arrest de Prospero, el seu pare, un significat activista antifeixista, que va ser alliberat al cap de set mesos, després de beneficiar-se de l'amnistia concedida pel Rei, el desembre de 1933, amb motiu del desè aniversari de la instauració del règim feixista.
El 1941, en plena Segona Guerra Mundial, amb grans sacrificis econòmics, Teresa Vergalli va ingressar a l'Escola de Formació del Professorat de Reggio Emilia. El 1943, arran de l'Armistíci entre Itàlia i les forces aliades i la fuga del Rei Victor Manuel III i el cap del Govern Pietro Badoglio, el país va quedar sense comandaments i dividit,  amb cruents enfrontaments entre les forces de la Wermacht, els reductes feixistes i la Resistència italiana. Teresa Vergalli, juntament amb el seu pare, es va arrenglerar amb els partisans de la Resistència i el Comitè d'Alliberament Nacional. El febrer de 1944, en no poder anar a l'escola a causa de la guerra, va decidir participar activament en la lluita com a partisana missatgera. Amb el nom d'Annuska, va esdevenir molt activa, viatjant per la zona del sud de la Via Emilia per lliurar missatges i documents als aliats, a més d'acompanyar els líders militars guerrillers de la província i procedents del nord d'Itàlia. Tal com ella mateixa afirmava, no va disparar ni tret, però sempre va portar, amagat als sostenidors, un petit revòlver amb el qual tenia decidit de suïcidar-se si queia a mans dels nazis o els feixistes, evitant així de parlar i traïr els companys sota tortura.
Un cop acabada la guerra, el 1948 es va casar amb el líder sindical Claudio Truffi, també partisà i comunista, amb el qual va viure a Novara, on van néixer els seus dos fills, Alberto i Corrado. El 1964 es van traslladar a Roma, on va exercir de mestra a les escoles dels barris Don Bosco i Cinecittà Est. Sempre va ser activa en la política i va participar en la creació de la Unió de Dones Italianes i l'Associació de Noies. Va quedar viuda el 1986 i va morir el 2025 per causes naturals, als 97 anys d'edat.

## Obres
- Storie di una staffetta partigiana.  Editori Riuniti Univ. Press, 2012. ISBN 9788864730653.
- L'invenzione della verità.  DEd'A, 2009. ISBN 9788896121054.
- Un cielo pieno di nodi.  Editori Riuniti, 2015. ISBN 9788864731704.
- Una vita partigiana.  Mondadori, 2023 (Strade blu). ISBN 9788804766940.